# Distância mínima de interseção orbital
A distância mínima de interseção orbital ou MOID (acrônimo para a expressão inglesa Minimum orbit intersection distance) é uma medida usada na astronomia para avaliar o risco de colisão entre objetos astronômicos. Ela é definida como a distância entre os pontos mais próximos das órbitas dos corpos em questão. A maior preocupação é com o risco de colisão com a Terra; o MOID entre um objeto e a Terra é chamado Terra MOID. Esta distância é frequentemente listado nas bases de dados de cometas e asteroides, como o banco de dados dos pequenos corpos do Laboratório de Propulsão a Jato.
| Objeto             | Terra MOID (UA)         | Tamanho (m) (aproximado) | (H)  | Atualmente na tabela de risco da Sentry |
| ------------------ | ----------------------- | ------------------------ | ---- | --------------------------------------- |
| (177049) 2003 EE16 | 0.00005 UA (7 500 km)   | 320                      | 19.7 |                                         |
| 2009 WM1           | 0.00009 UA (13 000 km)  | 280                      | 20.4 |                                         |
| (292220) 2006 SU49 | 0,00034 UA (51 000 km)  | 380                      | 19.5 |                                         |
| (137108) 1999 AN10 | 0,00036 UA (54 000 km)  | 1300                     | 17.9 |                                         |
| 2007 TU24          | 0,00042 UA (63 000 km)  | 250                      | 20.3 |                                         |
| (367789) 2011 AG5  | 0,00049 UA (73 000 km)  | 140                      | 21.8 |                                         |
| (308635) 2005 YU55 | 0,00050 UA (75 000 km)  | 360                      | 21.9 |                                         |
| (35396) 1997 XF11  | 0,00061 UA (91 000 km)  | 2000                     | 16.9 |                                         |
| 99942 Apophis      | 0.00074 UA (111 000 km) | 325                      | 19.7 | Sim                                     |
| 2007 VK184         | 0,00076 AU (114 000 km) | 130                      | 22.0 |                                         |
| 2011 BT15          | 0,00084 AU (126 000 km) | 150                      | 21.8 |                                         |
| 1997 XR2           | 0,00086 AU (129 000 km) | 200                      | 20.9 |                                         |